# 신방동
신방동(新芳洞)은 대한민국 충청남도 천안시 동남구의 행정동으로, 신방동과 용곡동 일부를 관할한다.

## 개요
신방동은 천안 시내 남서부의 신흥개발지로, 경부고속철도 천안아산역이 인근에 위치해 있고 남부대로와 서부대로가 관내 중심을 관통해 교통이 편리하다.
신방동은 천안천(天安川)을 경계로 남북으로 구분할 수 있는데, 천안천 북쪽에 있는 신방동 택지지구는 원도심과 가까워 1990년대부터 개발이 이루어졌고, 천안천 남쪽에 위치한 통정지구는 2000년대 중반부터 개발이 시작되어 시가지가 조성되었다.
법정동인 용곡동은 대부분 일봉동에 속하지만, 용곡동 중 남부대로의 남쪽 지역은 신방동에서 관할하고 있다.

## 법정동
- 신방동
- 용곡동

## 교육
- 신용초등학교 (신방동)
- 신촌초등학교 (신방동)
- 청룡초등학교 (용곡동)
- 새샘초등학교 (신방동)
- 신방중학교 (신방동)
- 새샘중학교 (신방동)
- 천안용곡초등학교 (용곡동)

## 아파트
| 단지명          | 건설사       | 시행사         | 주소                          | 입주        | 비고 |
| --------------- | ------------ | -------------- | ----------------------------- | ----------- | ---- |
| 두레현대        | 현대건설     | 현대건설       | 일봉로 34 (1단지) (신방동)    | 1997년 6월  |      |
| 두레현대        | 현대건설     | 현대건설       | 서부대로 252 (2단지) (신방동) | 1997년 6월  |      |
| 향촌현대        | 현대산업개발 | 현대산업개발   | 서부대로 226-11 (신방동)      | 1997년 12월 |      |
| 신방 푸르지오   | 대우건설     | ㈜인오개발     | 통정9로 51 (신방동)           | 2009년 1월  |      |
| 신방 한라비발디 | ㈜한라건설   | ㈜하나다올신탁 | 통정9로 75 (신방동)           | 2009년 9월  |      |
| 성지새말 1단지  | 성지건설㈜   | 성지건설㈜     |                               |             |      |
| 성지새말 2단지  | 성지건설㈜   | 성지건설㈜     |                               |             |      |
| 신동아 목련     | 신동아건설㈜ | 신동아건설㈜   |                               |             |      |